# Vale vliegenvanger
De vale vliegenvanger (Agricola pallidus; synoniem: Melaenornis pallidus, Bradornis pallidus) is een zangvogel uit de familie Muscicapidae (vliegenvangers).

## Verspreiding en leefgebied
Deze soort telt 13 ondersoorten:
- A. p. pallidus: van Senegal en Gambia tot westelijk Ethiopië.
- A. p. parvus: zuidoostelijk Soedan, noordoostelijk Congo-Kinshasa en noordwestelijk Oeganda.
- A. p. bowdleri: Eritrea en centraal Ethiopië.
- A. p. bafirawari: zuidelijk Ethiopië en noordoostelijk Kenia.
- A. p. duyerali: noordoostelijk Ethiopië en centraal Somalië.
- A. p. subalaris: oostelijk Kenia en noordoostelijk Tanzania.
- A. p. erlangeri: zuidelijk Somalië.
- A. p. modestus: van Guinee tot de Centraal-Afrikaanse Republiek.
- A. p. murinus: van Gabon en Congo-Brazzaville tot Soedan, Kenia, Tanzania, Zimbabwe, Botswana en noordelijk Namibië.
- A. p. griseus: van zuidoostelijk Kenia en centraal Tanzania tot oostelijk Zambia en centraal Malawi.
- A. p. divisus: van zuidoostelijk Zambia en zuidelijk Malawi tot noordoostelijk Zuid-Afrika.
- A. p. sibilans: zuidelijk Mozambique en oostelijk Zuid-Afrika.